# ديف سيمونز (فنان قصص مصورة)
ديف سيمونز (بالإنجليزية: Dave Simons)‏ هو فنان قصص مصورة أمريكي، ولد في 20 ديسمبر 1954 في نيويورك في الولايات المتحدة، وتوفي بنفس المكان في 9 يونيو 2009 بسبب سرطان.

## وصلات خارجية
- الموقع الرسمي
- ديف سيمونز على موقع ميوزك برينز (الإنجليزية)